# 小白额雁
小白额雁（学名：Anser erythropus），又名弱雁，为雁鴨科雁屬下的一个种。

## 生态环境
小白额雁常结群活动，可见于湖泊、沼泽、鱼塘、虾池以及河流平缓水面开阔处，栖息于近水的草地农田等处。

## 分布地域
小白额雁繁殖于欧洲、西伯利亚等地的极北部，越冬于欧洲南部、非洲的埃及北部一隅，亚洲大陆西南部，朝鲜半岛、日本等地；在中国，迁徙途中见于东北中部、河北北部、山东河南等省份，越冬见于长江中下游沿岸，东南沿海沿岸，有迷鸟偶见于台湾。

## 特征
小白额雁是体形较小的雁属鸟类，雄性体长约45厘米，雌性体长约55厘米。除大小外，雄雌两性在体形体色上无明显区别，成鸟通体以灰褐色为基调，头颈部偏褐色，隐约具深色纵纹，头部环绕嘴基一圈白色，白色区域延伸至头顶，相比于近似的白额雁，本物种头部的白色自头顶向后延伸的更远；眼周金黄色，这是小白额雁独有的特征；上体羽色偏黑色，各羽羽缘色淡，形成隐约可见的浅色横纹，飞羽黑色；尾上覆羽白色，尾羽黑色端部白色；下体自胸部开始色偏白，至腹部则逐渐过渡到以黑色为主并杂以白色斑块；两胁白色，尾下覆羽纯白色。虹膜深褐色，喙粉色嘴甲淡白色，足黄色爪淡白色。叫声比近似物种白额雁更尖锐。

## 食物
小白额雁与其他雁属鸟类一样，以绿色植物的茎叶和植物种子为食。湖岸附近生长的草、湖中的水草、农田中的绿色作物、谷物、草籽、树叶、嫩芽等也是本物种取食的对象。

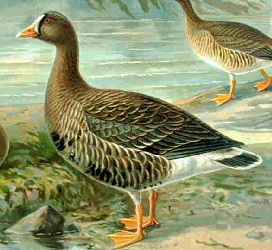

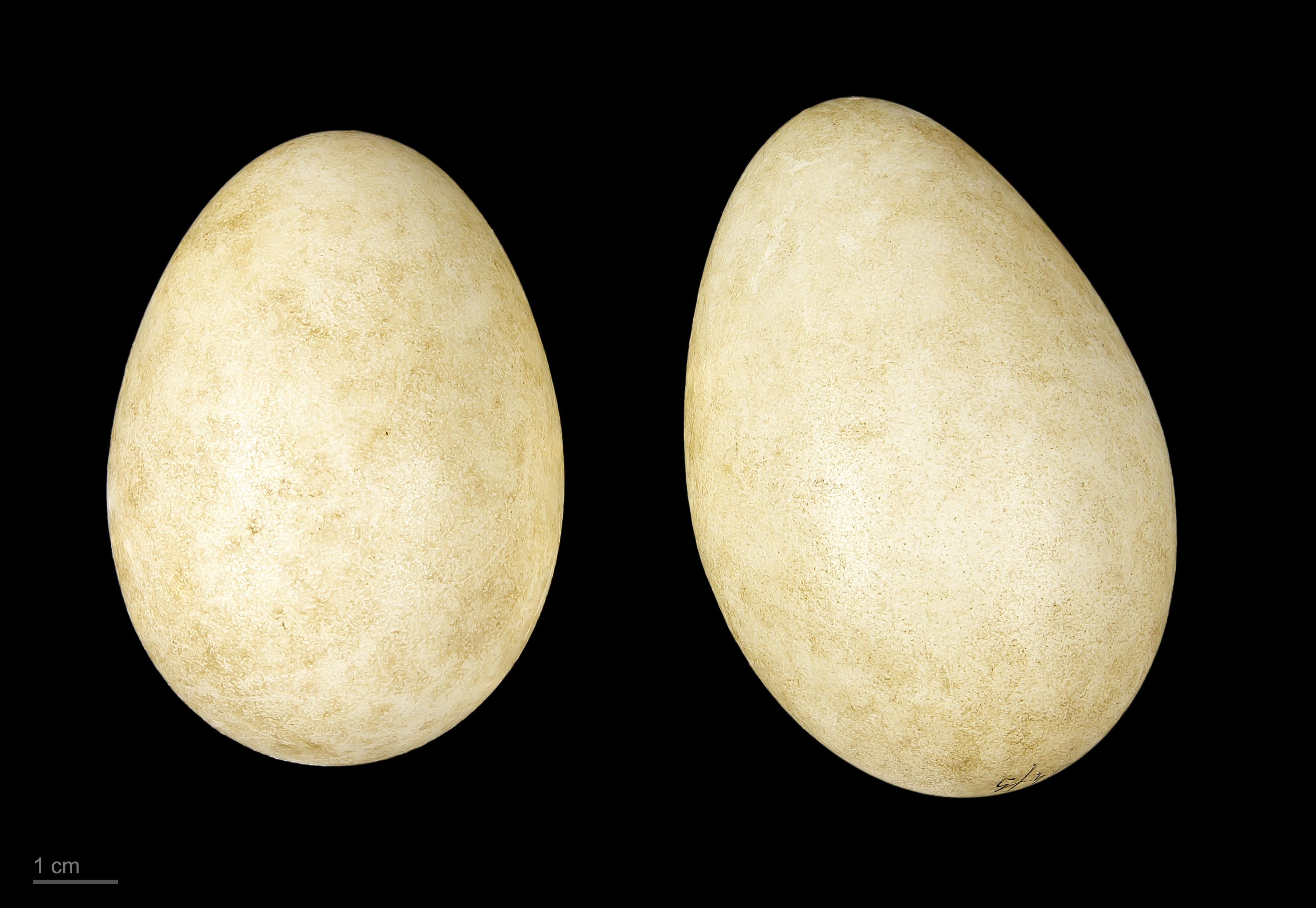
Anser erythropus

## 繁殖与保护
繁殖不详。
IUCN濒危等级：VU 生效年代:2003年
在中国，虽然本物种并未列入保护名录，但实际上全球种群数量非常稀少，在中国境内更是难得一见。由于在越冬期间本物种有集群的习性，种群密度很大，因而会受到传染病的威胁。另外，在中国长江中下游的湖泊周围居住的居民常常会捕猎越冬的雁鸭类水鸟作为野味向游客兜售，因而本物种也受到非法捕猎的威胁。

## 扩展阅读
- 維基物種上的相關：小白額雁